# 唐卓敏
唐卓敏（英語：Dr. Cheuk Man William Tong），香港核子醫學及放射學專科醫生，香港收藏家協會會長，香港全德慈善基金會創辦人，知識雜誌專欄作家。

## 生平
唐卓敏早年就讀大坑東官立小學及何文田官立中學。他主管香港伊利沙伯醫院核醫學及放射學部門多年，為香港首位被派往英國深造核子醫學的政府醫生。公餘熱愛收藏歷史文物，其所收集的印花稅票質素和數量，在世界上名列前茅，被稱為收藏界的「印花王」。
唐卓敏是香港放射科醫學院及香港專科醫學院院士；英國倫敦大學核醫學碩士。曾任職那打素醫院外科醫生、香港瑪麗醫院腫瘤科。澳門鏡湖醫院成立核醫學部門榮譽顧問；2003年主導香港醫院管理局裝置首台正電子掃描設備。
他從小立志從醫，因為兒時母親多病，經常出入醫院，不過其求學過程頗多波折
。由於他不知當時唯一有醫學院的香港大學不收中文中學畢業生，但報讀中學時跟隨鄰居申請何文田官立中學，結果未能如願讀醫，而是修讀了香港中文大學生物學士及碩士。後來有一次看牙時，牙醫獲悉他的意願，建議他投考其母校愛爾蘭國立大學醫學院。唐卓敏其後順利獲得愛爾蘭國立大學內外全科及婦產科醫學士學位。1986年學成返港，在瑪麗醫院工作，兩年後獲政府獎學金，到倫敦深造，取得英國倫敦大學核醫學碩士學位。

## 醫學專業資格
- 愛爾蘭國立大學內外全科及婦產科醫學士

MB, BCh,BAO(NUI)
- 英國倫敦大學核醫學碩士

MSc in Nuclear Medicine (Univ. Of London UK)
- 香港放射科醫學院院士(核醫學）[10]
- 香港醫學專科學院院士（放射科）

FHKAM(Radiology)

## 收藏嗜好
唐卓敏出身於草根家庭，小時候住石硤尾大坑東邨徙置區。六歲開始收藏紙品，包括兩元學費單、利是封、煙仔盒、公仔紙等，當時只為留下回憶。長大後，收藏興趣未減，開始流連二手店和地攤，蒐羅的類別包括稅票、軍票、米票、車票、郵票、明信片、賀卡、月曆、證件、文件、照片、單據，甚至連賣身契都有。經過多年蒐羅，家中的收藏物估計有逾30萬件，藉著紙張發掘背後的故事，慢慢累積不少近代歷史證據，於是唐卓敏開始辦展覽、出書，推動收藏興趣及文化。
2017年，唐卓敏聯同收藏愛好者在屯門時代廣場舉辦聖誕卡展，希望透過展覽向公眾推廣收藏的樂趣，更希望聖誕卡在港可以「復活」。唐卓敏收藏了逾千張不同年份的聖誕卡，部分更可追溯遠至清朝，是次展覽只佔其收藏的約十分之一。
1994年，與幾位志同道合收藏愛好者，成立香港收藏家協會。協會成員聚會純為分享，為免成為二手買賣平台，入會把關嚴格。現時會員約80人，包括醫生、律師和大學教授等。香港天文台前台長岑智明、前刑事檢控專員江樂士也是一份子，他在香港的家中已擺滿過千件珍藏，澳門也有一間專門放收藏的房子。

## 著作及軼事
唐卓敏出版多本著作，包括《淒風苦雨：從文物看日佔香港》、《香港明信片1890s-1940s》、合著《香港日佔時期》、《香港歷史明信片精選1890s-1940s》、《消失中的城市建築—香港歷史圖像精選1880s至1990s》、合著《香港明信片1890s-1940s》等。
《香港日佔時期》著作出版後，有一位女士打電話給唐卓敏，原來書中收錄了一張身份證，正是該女士的嫲嫲（奶奶）所有，該女士於是聯繫唐卓敏，希望能與真品身份證拍照留念，因而成就一樁美事。

## 榮譽及獎項
- 亞洲核醫學院榮譽院士
- 香港大學放射診斷學系榮譽臨床副教授
- 香港核醫學及分子影像學會副會長
- 香港臨床分子顯像學會會長
- 香港臨床正電子影像學會創會會長
- 香港放射科醫學院頒授傑出貢獻獎
- 亞洲核醫學雜誌總編

## 慈善及社會職務
2016年起，獲香港特別行政區政府委任為香港警察隊員佐級協會醫事顧問。
2022年創辦全德慈善基金會，展開多項社區關懷活動，包括於新型冠狀病毒肺炎爆發期間，為香港幼稚園學生免費注射冠狀病毒疫苗。並在香港上水石湖墟公立學校啟動「我是健康小領袖計劃」試點計劃。
2023年繼續推動「健康小領袖計劃」。7月2日夥拍石湖墟公立學校、全民醫療中心及天晴協會舉辦第一場「健康小領袖慶回歸」活動，由唐卓敏醫生、唐楚軒醫生教育長者有關血壓的知識、重要性，並與長者互動交流。 7月9日在石湖墟公立學校舉辦第二場活動，由青年醫生、物理治療師和營養師教導長者健康知識並解答疑問。